# Kaeng Khro (huyện)
Kaeng Khro (tiếng Thái: แก้งคร้อ) là một huyện (amphoe) ở phía đông tỉnh Chaiyaphum, đông bắc Thái Lan.

## Lịch sử
Khu vực này ban đầu thuộc huyện Phu Khiao và đã thành một huyện riêng ngày 13 tháng 8 năm 1959.
Tên gọi của huyện lấy theo tên con sông nhỏ chảy phía sau văn phòng huyện. Dọc theo bờ sông có nhiều cây Ta Khro (Schleichera oleosa Merr.) mọc. Do đó người ta đã đặt tên con sông này là Kaeng Khro (Kaeng แก่ง hay แก้ง có nghĩa sông nhỏ).

## Địa lý
Các huyện giáp ranh (từ phía bắc theo chiều kim đồng hồ) là huyện Phu Khiao và Ban Thaen của tỉnh Chaiyaphum, Mancha Khiri và Khok Pho Chai của tỉnh Khon Kaen, và Khon Sawan, Mueang Chaiyaphum và Kaset Sombun của tỉnh Chaiyaphum.

## Hành chính
Huyện này được chia thành 10 phó huyện (tambon), các đơn vị này lại được chia thành 125 làng (muban).
| 1.  | Chong Sam Mo  | ช่องสามหมอ  |  |
| 2.  | Nong Kham     | หนองขาม    |  |
| 3.  | Na Nong Thum  | นาหนองทุ่ม   |  |
| 4.  | Ban Kaeng     | บ้านแก้ง     |  |
| 5.  | Nong Sang     | หนองสังข์    |  |
| 6.  | Lup Kha       | หลุบคา      |  |
| 7.  | Khok Kung     | โคกกุง      |  |
| 8.  | Kao Ya Di     | เก่าย่าดี     |  |
| 9.  | Tha Mafai Wan | ท่ามะไฟหวาน |  |
| 10. | Nong Phai     | หนองไผ่     |  |